# Оёк (река)
Оёк (в верховьях — Оёчек) — небольшая река в Иркутской области России. Длина — 54 км. Площадь бассейна — 600 км².
Берёт начало с лесного массива, находящегося вблизи трассы «Александровского (Заангарского) тракта» Гороховского муниципального образования, а заканчивается в районе одноимённого села Оёк. Впадает в реку Куду (приток Ангары) справа в 57 км от устья. На данный момент (2021 год) река в районе села Оёк сильно истощена.

## Притоки
Притоки реки от истока к устью:
- р. Дегтянка (левый; район д. Верхняя Идыга)
- р. Мыс (левый; район д. Верхняя Идыга)
- р. Молька (левый, в 45 км от устья; район д. Верхняя Идыга)
- р. Ельник (правый; д. Кударейка)
- р. Кударейка (левый, в 38 км от устья; д. Кударейка)
- р. Барда (правый, в 33 км от устья; д. Барда)
- р. Уня (правый, в 9 км от устья; д. Егоровщина)